# Quận Madison, Missouri
Quận Madison là một quận thuộc tiểu bang Missouri, Hoa Kỳ. Theo điều tra dân số năm 2000 của Cục điều tra dân số Hoa Kỳ, quận có dân số 11.800 người 2. Quận lỵ đóng ở Fredericktown 6. Quận đã được tổ chức ngày 14/12/1818 và đặt tên theo tổng thống Hoa Kỳ James Madison.

## Địa lý
Theo Cục điều tra dân số Hoa Kỳ, quận có tổng diện tích 1289 km2, trong đó có 2 km2 là diện tích mặt nước.

### Xa lộ
- U.S. Route 67
- Route 72

### Quận giáp ranh
- Quận St. Francois (bắc)
- Quận Perry (đông bắc)
- Quận Bollinger (đông)
- Quận Wayne (nam)
- Quận Iron (tây)